# Chamousset
Chamousset és un municipi francès situat al departament de la Savoia i a la regió d'Alvèrnia-Roine-Alps. L'any 2007 tenia 524 habitants.

## Demografia

### Població
El 2007 la població de fet de Chamousset era de 524 persones. Hi havia 200 famílies de les quals 50 eren unipersonals (29 homes vivint sols i 21 dones vivint soles), 67 parelles sense fills, 79 parelles amb fills i 4 famílies monoparentals amb fills.
La població ha evolucionat segons el següent gràfic:
Habitants censats

### Habitatges
El 2007 hi havia 224 habitatges, 204 eren l'habitatge principal de la família, 13 eren segones residències i 7 estaven desocupats. 174 eren cases i 50 eren apartaments. Dels 204 habitatges principals, 152 estaven ocupats pels seus propietaris, 42 estaven llogats i ocupats pels llogaters i 9 estaven cedits a títol gratuït; 14 tenien dues cambres, 41 en tenien tres, 55 en tenien quatre i 94 en tenien cinc o més. 182 habitatges disposaven pel capbaix d'una plaça de pàrquing. A 84 habitatges hi havia un automòbil i a 109 n'hi havia dos o més.

### Piràmide de població
La piràmide de població per edats i sexe el 2009 era:
| Homes | Edats   | Dones |
| ----- | ------- | ----- |
| 0     | 95 o +  | 0     |
| 8     | 90 a 94 | 0     |
| 0     | 85 a 89 | 16    |
| 4     | 80 a 84 | 0     |
| 4     | 75 a 79 | 8     |
| 0     | 70 a 74 | 4     |
| 12    | 65 a 69 | 4     |
| 8     | 60 a 64 | 16    |
| 8     | 55 a 59 | 8     |
| 24    | 50 a 54 | 16    |
| 20    | 45 a 49 | 16    |
| 28    | 40 a 44 | 16    |
| 4     | 35 a 39 | 24    |
| 8     | 30 a 34 | 20    |
| 12    | 25 a 29 | 4     |
| 4     | 20 a 24 | 4     |
| 0     | 15 a 19 | 12    |
| 16    | 10 a 14 | 8     |
| 16    | 5 a 9   | 24    |
| 16    | 0 a 4   | 8     |

## Economia
El 2007 la població en edat de treballar era de 355 persones, 269 eren actives i 86 eren inactives. De les 269 persones actives 246 estaven ocupades (128 homes i 118 dones) i 22 estaven aturades (9 homes i 13 dones). De les 86 persones inactives 28 estaven jubilades, 31 estaven estudiant i 27 estaven classificades com a «altres inactius».

### Ingressos
El 2009 a Chamousset hi havia 216 unitats fiscals que integraven 581,5 persones, la mediana anual d'ingressos fiscals per persona era de 19.133 €.

### Activitats econòmiques
Dels 23 establiments que hi havia el 2007, 1 era d'una empresa extractiva, 1 d'una empresa alimentària, 5 d'empreses de fabricació d'altres productes industrials, 3 d'empreses de construcció, 4 d'empreses de comerç i reparació d'automòbils, 2 d'empreses de transport, 2 d'empreses d'hostatgeria i restauració, 1 d'una empresa immobiliària, 2 d'empreses de serveis i 2 d'entitats de l'administració pública.
Dels 5 establiments de servei als particulars que hi havia el 2009, 1 era una gendarmeria, 1 taller de reparació d'automòbils i de material agrícola, 1 establiment de lloguer de cotxes, 1 paleta i 1 fusteria.
Dels 2 establiments comercials que hi havia el 2009, 1 era una fleca i 1 un drogueria.
L'any 2000 a Chamousset hi havia 5 explotacions agrícoles.

## Poblacions més properes
El següent diagrama mostra les poblacions més properes.